# Chemi
I Chemi (in greco Chaimai-Χαίμαι) furono una tribù germanica citata da Tolomeo nella sua Geografia. Tolomeo non dice molto di loro, solo che si trovavano accanto ai Bructeri.